# 하나 발터

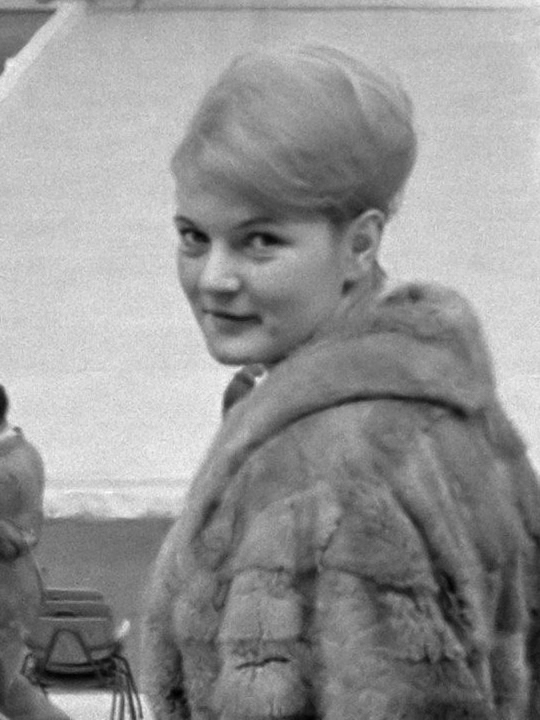

하나 발터(1939년 11월 24일 ~)는 오스트리아의 피겨 스케이팅 선수이다. 1959년 세계 선수권 대회에서 은메달을 획득했다.
그녀는 1956년 동계 올림픽에서 오스트리아를 대표했고 7위를 했다.

## 대회 성적
| Event            | 1953 | 1954 | 1955 | 1956 | 1957 | 1958 | 1959 |
| ---------------- | ---- | ---- | ---- | ---- | ---- | ---- | ---- |
| 동계 올림픽      |      |      |      | 7th  |      |      |      |
| 세계 선수권 대회 |      |      |      | 7th  | 6th  | 3rd  | 2nd  |

## 참조
- Sports-reference profile